# Suolammi (insjö i Salo, Egentliga Finland)
Suolammi är en sjö i kommunen Salo i landskapet Egentliga Finland i Finland. Sjön ligger 118,1 meter över havet. Arean är 1 hektar och strandlinjen är 0,46 kilometer lång. Sjön  ingår i Kisko ås och Bjärnå å huvudavrinningsområde.   Den ligger omkring 78 kilometer öster om Åbo och omkring 78 kilometer nordväst om Helsingfors. 